# Breydon Water
La Breydon Water est un site d'intérêt scientifique particulier de 514,4 ha près de  Great Yarmouth, dans le comté de Norfolk, en Grande-Bretagne,.

## Vue d'ensemble
La Breydon Water est une réserve naturelle locale, un site Ramsar  et une aire protégée et une zone de protection spéciale.
Elle fait partie de la réserve naturelle des Berney Marshes et de la Breydon Water qui est gérée par la Société royale pour la protection des oiseaux (RSPB).
Il s'agit d'un vaste estuaire abrité, à l'entrée du système fluvial des Broads et à l'extrémité est des Halvergate Marshes. C'est la plus grande zone humide protégée du Royaume-Uni : 5 km de long et plus de 1,5 km de large par endroits.
La Breydon Water est dominée à l'extrémité sud par les vestiges du fort romain, sur la rive saxonne, le château de Burgh. 
Il y a des siècles, la Breydon Water aurait été un grand estuaire face à la mer. À l'extrémité ouest, on peut considérer que la zone commence au confluent de la rivière Yare et de la rivière Waveney ; des sources plus petites, dont la Fleet flow, s'écoulent du marais environnant. 
La voie sécurisée pour les bateaux est indiquée par des bornes rouges et vertes. Contrairement à la plupart des voies navigables des Norfolk Broads, la circulation navale sur la Breydon Water n'est pas soumise à une limitation de vitesse.
À l'extrémité est de Breydon Water, la rivière redevient un canal étroit, passant sous Breydon Bridge, après quoi elle est rejointe par la Bure River puis passe sous Haven Bridge d'où elle rejoint la Mer du Nord à 4,4 km par le Great Yarmouth Outer Harbour .

## Caractéristiques
À marée basse, de vastes zones de vasières, grouillent d'oiseaux. Depuis le milieu des années 1980, Breydon Water est une réserve naturelle confiée à la RSPB. C'est une zone de prises de vues populaire depuis des siècles, l'activité se poursuit, mais à une échelle très réduite.
En hiver, un grand nombre d'oiseaux échassiers et de sauvagine l'utilisent pour se nourrir, dont 12 000 pluviers dorés, 12 000 canards siffleurs, 32 000 vanneaux et des dizaines de milliers de cygnes de Bewick. 
D'autres espèces y ont été notées : bécasseau variable, bécasseau sanderling, courlis corlieu, plusieurs flamants roses (échappés), avocettes et à une occasion un ibis falcinelle.
Un poste d'observation d'oiseaux est installé à l'extrémité est de Breydon Water, sur la rive nord, donnant sur une plateforme de reproduction utilisée principalement par les sternes pierregarin. Les autres espèces reproductrices comprennent tadornes de Belon, canards souchets, huîtriers-pies et bergeronnettes printanières.

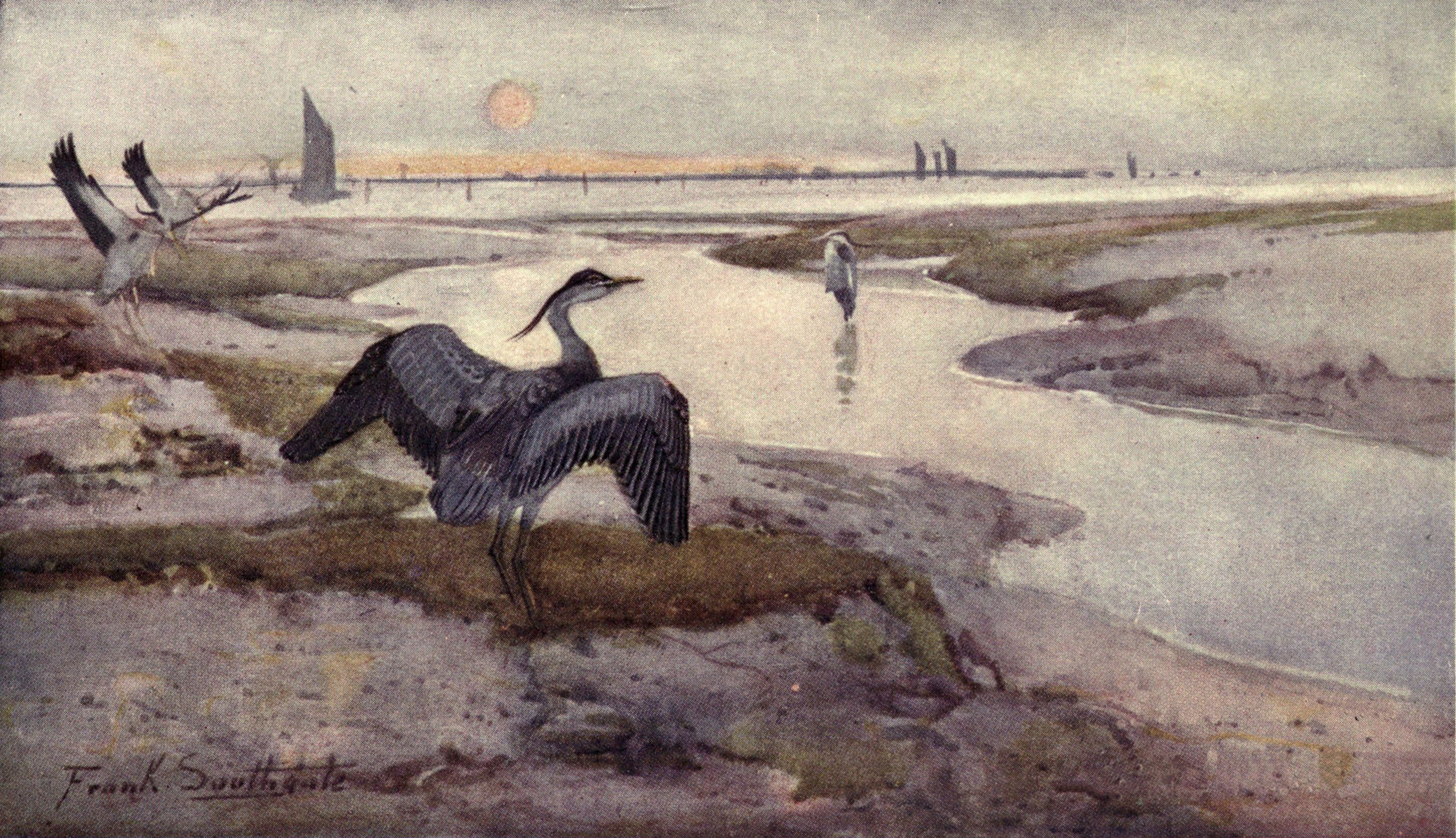
Illustration de l'estuaire.

Le naturaliste Arthur Henry Patterson A.L.S. (1857–1935), qui a publié sous le pseudonyme de « John Knowlittle », a largement documenté la faune de la Breydon Water et les modes de vie des bateliers, sauvaginiers et pêcheurs qui vivaient de l'estuaire. Des extraits de ses nombreux travaux sont disponibles dans « Scribblings of a Yarmouth Naturalist » de Beryl Tooley, son arrière-petite-fille,  (ISBN 0-9549048-0-X), publié en 2004.
De courtes sections des sentiers Wherryman's Way et Weavers 'Way longent la rive nord de l'estuaire de Yarmouth à Berney Arms, sur une distance d'environ 8 km. 
La Breydon Water est le site d'événements du livre populaire  Swallows and Amazons,  Coot Club .